# 花卷市
花卷市（日语：／ Hanamaki shi */?）是位於日本岩手縣中部的市，為縣內人口數第五多的市。轄區東部坐落著北上山地，西部為奧羽山脈，市中心則坐落在北上川流經的北上盆地內。花卷市在江戶時代作為花卷城的城下町與盛岡藩內的宿場町而相當繁榮。當地為日本作家宮澤賢治的出生地，並且據信為碗子蕎麥麵的發源地之一。位於西部的花卷溫泉鄉為東北地方知名的溫泉鄉。而因為當地擁有相當便捷的交通網，市內也坐落著岩手縣內唯一的機場花卷機場，使花卷市成為北東北重要的交通樞紐之一。 

## 地理

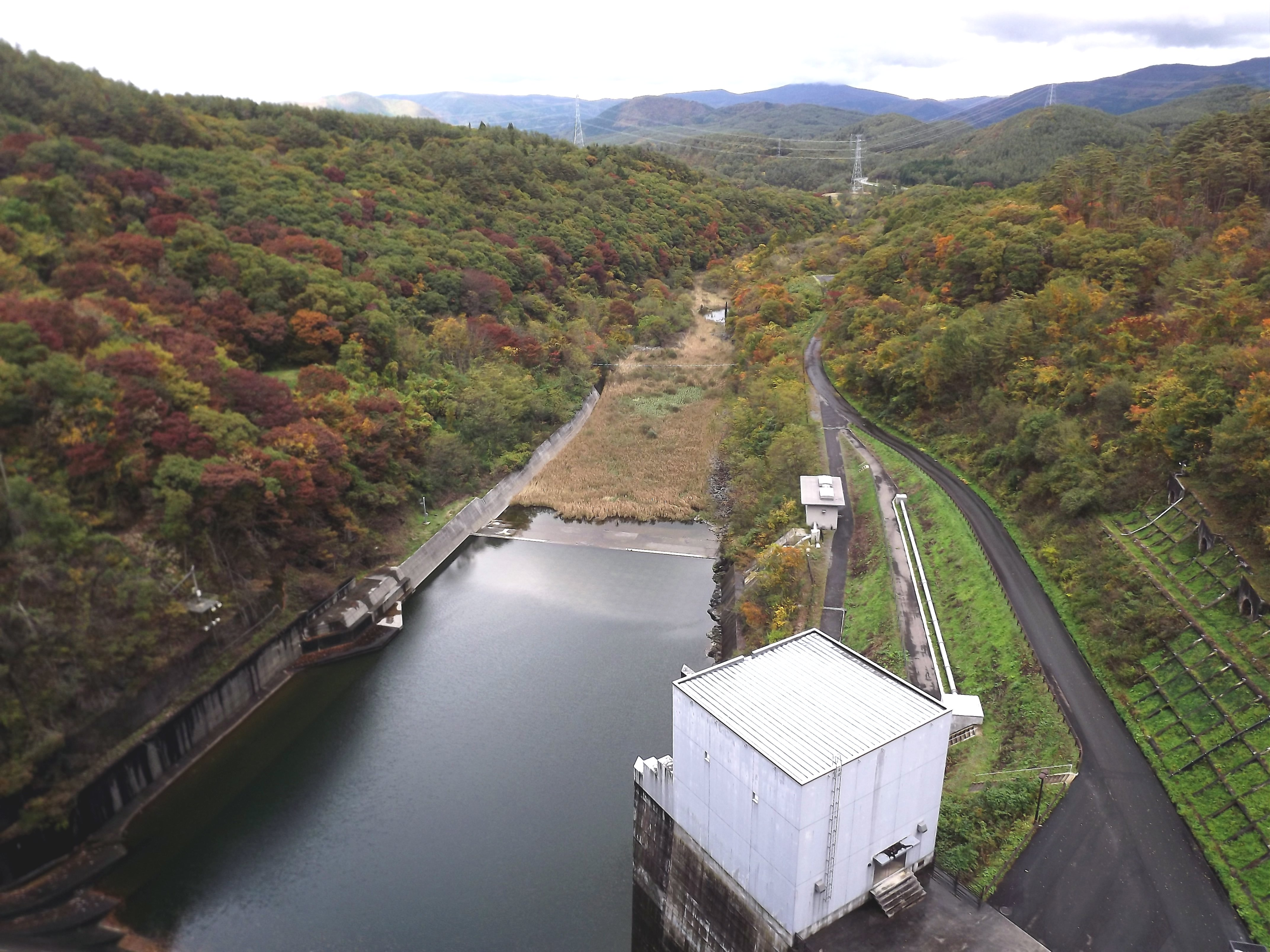
猿石川

花卷市內約57.3%的面積被山林覆蓋，17.7%的土地面積為農業用地。轄區西部為奧羽山脈，東部則是與北上山地的山岳相連的北上盆地（北上平原），市中心也坐落在該盆地內。東北端坐落著縣內第二高峰－海拔1917公尺的早池峰山，其周邊地區皆位於早池峰國定公園的範圍內。西部地區則坐落著花卷溫泉鄉，其周圍地區位於花卷溫泉鄉縣立自然公園的範圍內。北上川流經轄區中央並往南流。而發源於奧羽山脈的豐澤川與葛丸川，以及發源自北上山地的猿石川與稗貫川等河皆流經市內，並在轄區中央注入北上川。

### 氣候
根據統計，2023年花卷市的最高月均溫為33.2℃，最低月均溫為-6℃，年降雨量則為1424.5毫米。市內位於北上川右岸的低地一帶屬於內陸型的盆地氣候，夏季的晝夜溫差大，冬季則較為溫暖且降雪量較少。西部的山間地帶在冬季時寒冷且多雪，但因奧羽山脈阻擋來自西邊的水氣，因此其降雪量較日本海一側的地區少。

## 歷史
花卷市自古時便有人類居住，市內曾發掘出許多屬於繩紋時代的遺跡，如觀音堂遺跡、久田野Ⅱ遺跡等。其中觀音堂遺跡內的住居遺構和貯藏洞穴沿著所在地的台地周圍呈環狀排列，遺跡中央則為祭祀用的石陣與廣場。當地的彌生時代遺跡相當少，但在大迫町的洞穴內曾出土過與北九州地區的渡來人的特徵極為相似的幼兒骨骸。
根據日本後記的記載，日本朝廷在弘仁2年（811年）於陸奧國設置和我、稗縫、斯波三郡，而現今的花卷市在當時多位於和我郡（和賀郡）的轄區內。之後當地在平安時代陸續由安倍氏和奧州藤原氏統治。鎌倉時代，源賴朝於文治5年（1189年）在奧州合戰中消滅奥州藤原氏後，其郎黨中條家長之子中條光家擔任花卷地區的地頭。而光家的子孫則繼承稗貫郡的地頭一職，並自稱為稗貫氏。此後當地由稗貫氏與和賀氏等氏族統治約400多年。當時稗貫氏的領地為現今花卷市的大迫町與石鳥谷町等地，與稗貫氏結為姻親的和賀氏則領有現今的北上市一帶與東和町的大部分地區。

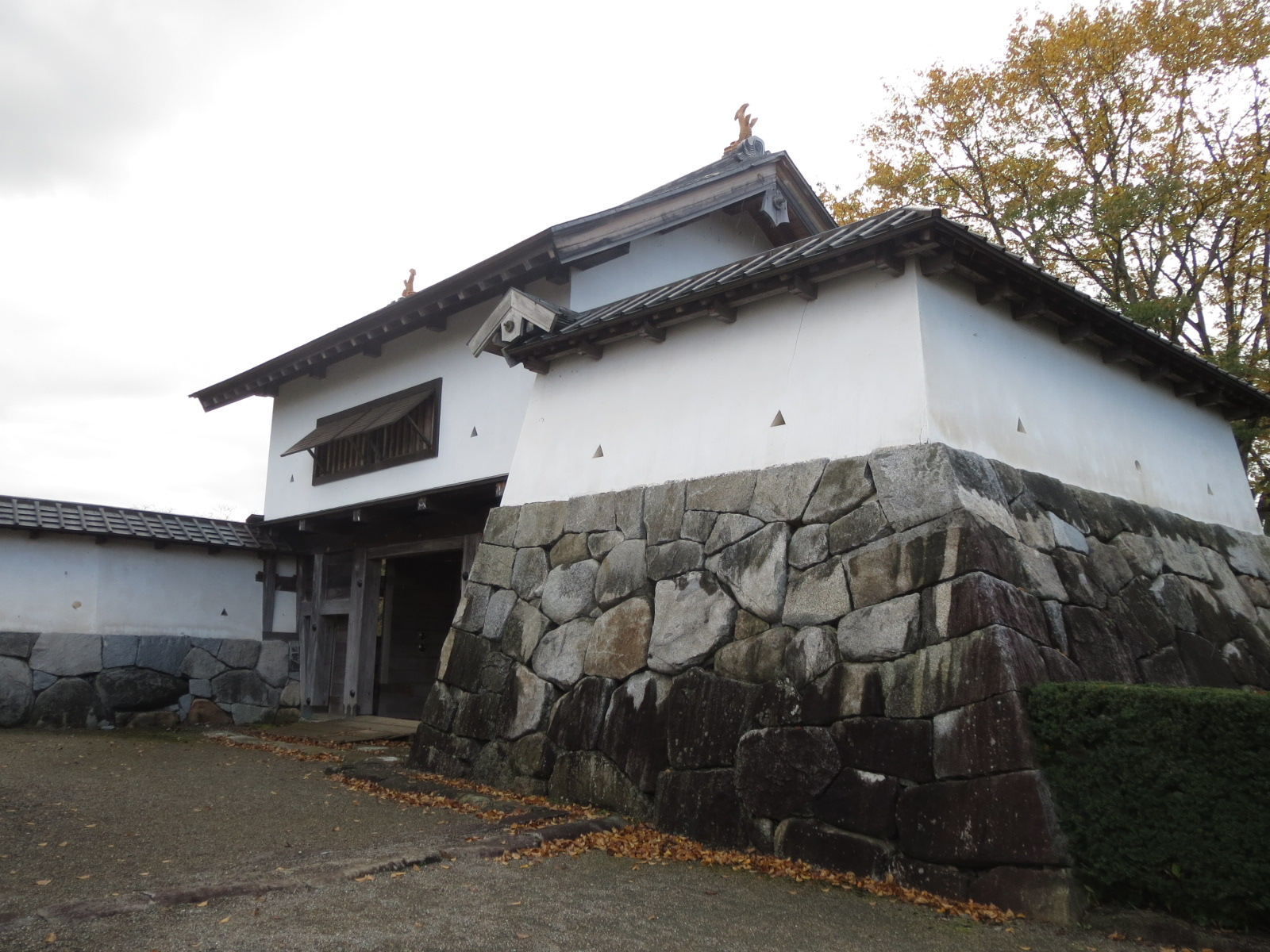
花卷城西御門

天正18年（1590年），稗貫廣忠因未參與小田原之戰，而在奧州仕置中被豐臣秀吉沒收領地。同年，稗貫廣忠與其弟和賀義忠發動和賀・稗貫一揆，並率軍攻下二子城與鳥谷崎城（花卷城）。隔年（1591年）7月，和賀・稗貫一揆遭到平定九戶政實之亂與葛西大崎一揆的豐臣秀次與蒲生氏鄉等人南下鎮壓。動亂結束後，鳥谷崎城移交給南部氏，而南部信直令其家臣北秀愛以城代之職入主鳥谷崎城共8千石。北秀愛入主當地時將其先前的地名「鳥谷崎」改為「花卷」，並著手進行花卷城的整建和城下町的興建。慶長3年（1598年）北秀愛病逝後，由其父親北信愛繼任花卷城代，而鳥谷崎城據信也在這個時期改名為花卷城。
慶長18年（1613年）北信愛過世後，盛岡藩初代藩主南部利直將和賀郡與稗貫郡共2萬石的領地封給其次子南部政直，並任命他為花卷城城主，負責守備鄰近仙台藩的邊境地區。因南部政直生前沒有嫡長子，因此政直死後，盛岡藩在花卷城設立城代，該城則作為和賀與稗貫二郡的統治中心至明治維新時期。因為花卷地區位於盛岡藩的南端，因此在江戶時代除作為糧倉地帶外，也是藩內的軍事要地。而因為當地為連接盛岡、遠野和盛岡藩沿海地區的交通要衝，因此陸運和船運也相當發達，並作為藩內的宿場町而繁榮。
昭和29年（1954年），花卷町與湯口村、湯本村、矢澤村、宮野目村和太田村合併成花卷市。昭和30年（1955年），内川目村、外川目村與龜森村併入大迫町。同年土澤町與小山田村、中内村與谷内村合併成東和町，八幡村則與八重畑村和新堀村併入石鳥谷町。平成18年（2006年）1月，花卷市與大迫町、石鳥谷町和東和町合併成現今的花卷市。
2011年3月11日的日本東北地方太平洋近海地震在花卷市引發震度6弱的地震，同年4月7日的餘震則引發震度5弱的地震。上述兩起地震共造成2人死亡、3人重傷、32戶住宅全毀與702戶住宅半毀或是部分損毀。當時花卷市全域停電長達約3天，至3月14日早上11點左右才恢復正常供電。根據統計，花卷市的受災總額超過44億日圓。

## 行政
現任市長上田東一於2022年1月在選舉中第2次成功連任，其任期將持續至2026年2月。

## 經濟

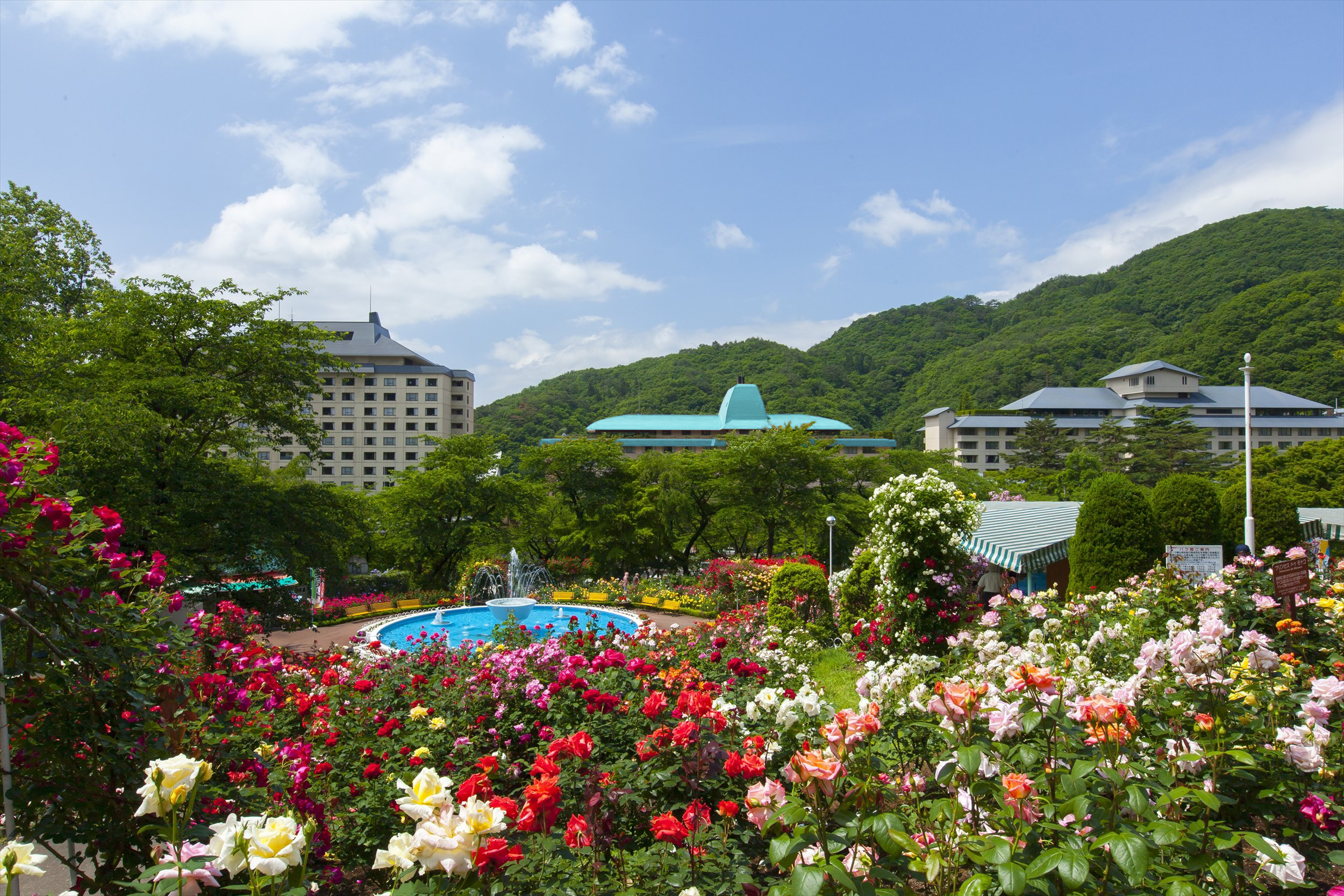
花卷溫泉鄉內的花卷溫泉

根據日本2020年的國勢調查統計，花卷市的就業人口中有10.7%從事第一級產業，26.6%的就業人口從事第二級產業，60.3%則從事第三級產業。當地的農業以生產稻米、蘋果、葡萄、大豆、花卉等農作物為主，但近年來面臨農業就業人口高齡化與勞動力人口減少等問題。由於市內的石鳥谷町附近據說為日本三大杜氏之一的南部杜氏的發源地，因此當地也相當盛行釀酒產業。而花卷市的觀光業則以北東北最大的溫泉鄉－花卷溫泉鄉為中心而發展。

## 教育

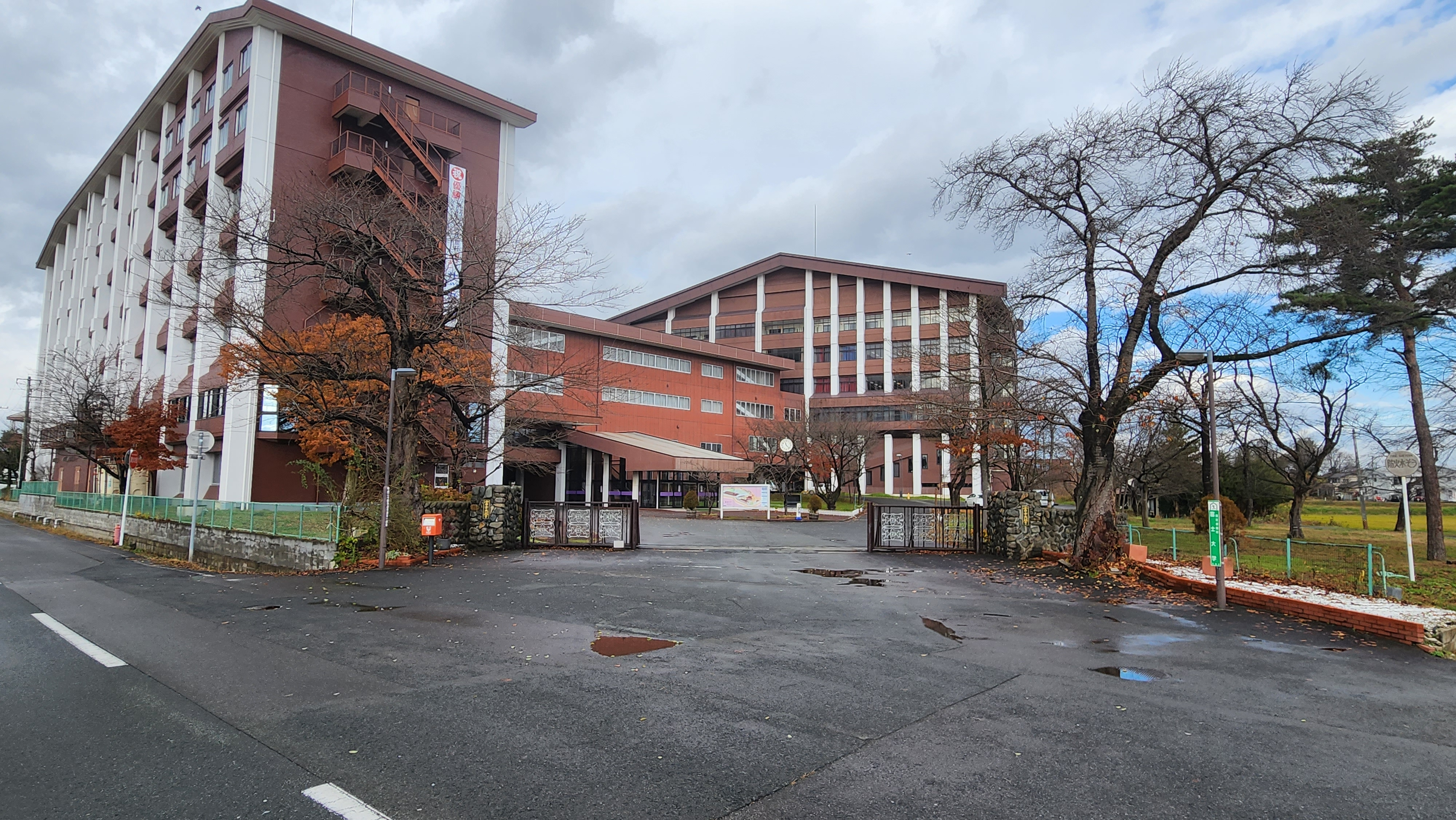
富士大學

花卷市內共有16所小學校、11所中學校、6所高等學校與1所大學（富士大學）。根據2024年5月的統計，市內共有4112名小學生、2140名中學生與2738名高等學校的學生。

## 交通

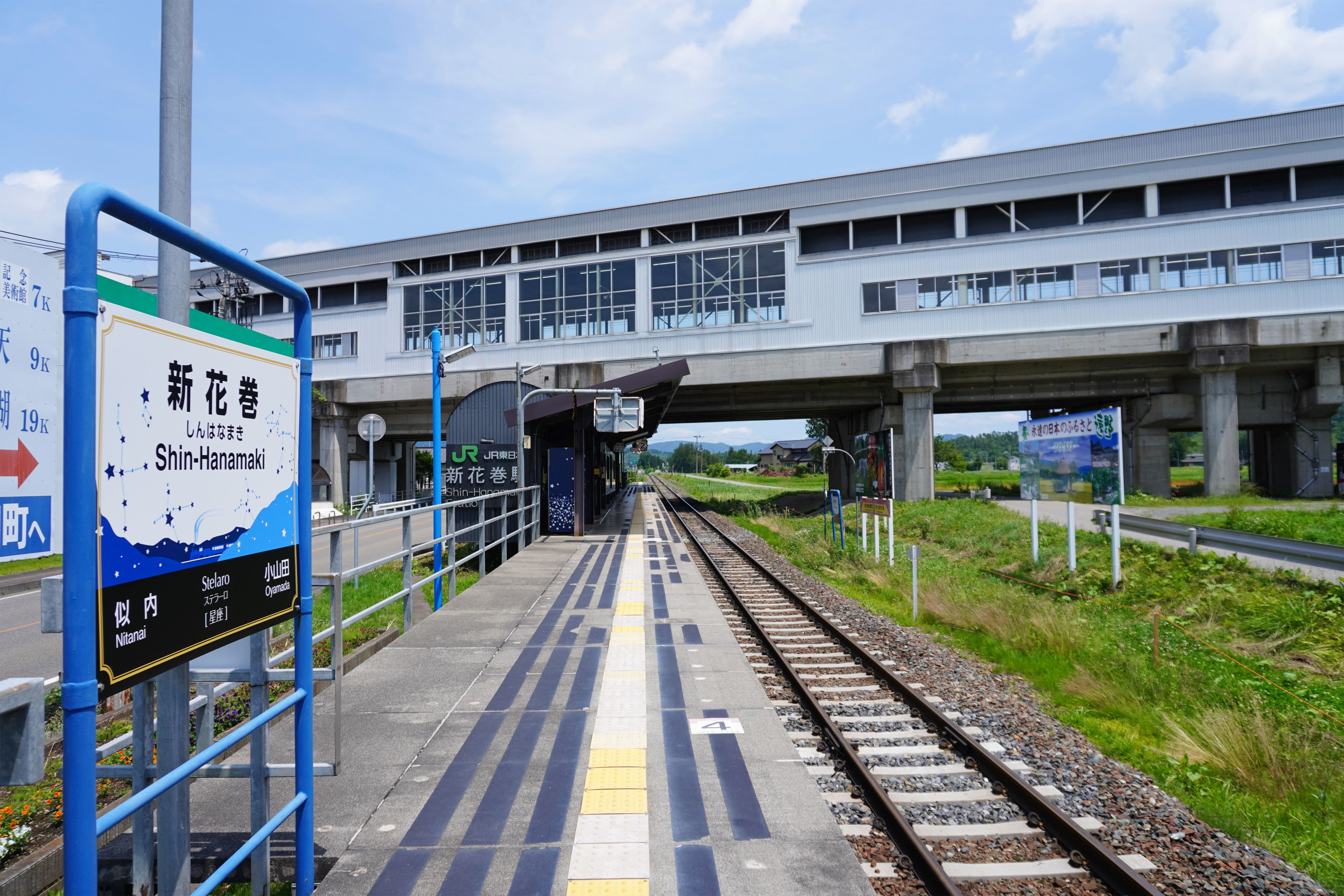
新花卷站

東北自動車道、國道4號與國道456號以南北向穿越花卷市的中央地帶，國道283號與釜石自動車道則由東南往西通過轄區內，並與國道4號相接。鐵路方面，東日本旅客鐵道的東北新幹線、東北本線和釜石線皆通過花卷市。東北新幹線在市中心東邊的郊區設置與釜石線共同使用的新花卷站。位於市中心的花卷站為東北本線與釜石線的交會處，也是釜石線的起點。而東北本線另在轄區北部設置石鳥谷站與花卷機場站，釜石線則往東設置似内站、小山田站、土澤站與晴山站。同時花卷市內也坐落著岩手縣內唯一的機場花卷機場，為該縣重要的空中門戶。便捷的交通網使花卷市成為北東北重要的交通樞紐之一。

## 姊妹城市
花卷市與以下日本行政區為友好姐妹城市：
| 市町村   | 都道府縣 | 締結日期      |
| -------- | -------- | ------------- |
| 平塚市   | 神奈川縣 | 1984年4月27日 |
| 十和田市 | 青森縣   | 1989年10月    |

花卷市與以下外國行政區為友好姐妹城市：
| 國家           | 城市                         | 締結日期      |
| -------------- | ---------------------------- | ------------- |
| 奥地利         | 貝恩多夫（下奧地利邦巴登縣） | 1965年10月    |
| 美国           | 拉特蘭市（佛蒙特州拉特蘭郡） | 1986年10月8日 |
| 美国           | 溫泉城（阿肯色州加蘭郡）     | 1993年1月15日 |
| 中华人民共和国 | 西崗區（遼寧省大連市）       | 2008年1月23日 |

## 外部連結
- 花卷城（日語）
- 花卷觀光協會（日語） （页面存档备份，存于）
- 花卷地方合併協議會（日語）